# Benjamin Pech
Pour les articles homonymes, voir Pech (homonymie).
Scènes principales
Opéra national de Paris
Benjamin Pech, né le 3 avril 1974 à Béziers, est un danseur français. Il est étoile du ballet de l'Opéra de Paris.

## Les débuts
Benjamin Pech commence sa formation par la danse jazz en 1982, à l'âge de huit ans. En 1984, il s'initie au classique, à Montpellier. 

## École de Danse
Benjamin Pech entre à l'école de danse de l'Opéra national de Paris en 1986, participant aux spectacles et aux tournées. 

## Dans le ballet de l'Opéra de Paris
Engagé dans le corps de ballet en 1992, il devient coryphée en 1994, sujet en 1997, puis est promu premier danseur en 1999. 
Pour le concours interne de promotion 1999 de l'Opéra de Paris, Benjamin Pech danse une variation imposée de La Bayadère, et une variation libre tirée du Notre-Dame de Paris de Roland Petit.
Son premier grand rôle est Basilio dans Don Quichotte, en 1999, rôle qu'il danse avec Clairemarie Osta alors qu'il n'est encore que sujet.

## Danseur étoile
Benjamin Pech est nommé danseur étoile le 22 septembre 2005, à l'issue d'une représentation conjointe de Giselle et de L'Arlésienne  à Shanghai, aux côtés d'Aurélie Dupont et d'Isabelle Ciaravola. 
Il fait ses adieux à la scène le 20 février 2016 lors de la soirée Bel/Robbins à l'Opéra Garnier. Il y danse Tombe de Jérôme Bel, In The Night de Jerome Robbins et, pour terminer, le pas de deux du ballet Le Parc d'Angelin Preljocaj, en duo avec l'Étoile Eleonora Abbagnato. Lors de cette soirée, il est fait Commandeur des Arts et des Lettres.

## Récompenses
- 1994 : Grand Prix et Médaille d’or du Concours international Plissetskaïa à Saint-Pétersbourg
- 1996 : Prix du Cercle Carpeaux
- 1998 : Prix de l'AROP

## Répertoire
- Le Lac des cygnes : Siegfried, pas de trois, pas de quatre, czardas, danse espagnole
- Roméo et Juliette : Roméo
- Don Quichotte : Basilio
- L'Arlésienne : Frédéri
- La Belle au bois dormant : Prince Désiré, l'Oiseau bleu, le Chat botté
- Raymonda : pas de quatre
- Clavigo : Clavigo
- Casse-noisette :
- La Bayadère : Solor, l'Idole dorée
- La Sylphide : James
- Carmen : Chef des brigands
- Coppélia : Franz
- Notre-Dame de Paris : Frollo
- Le Fils prodigue : le Fils prodigue
- Suite en Blanc : l'Adage
- Giselle : Albretch, pas de deux des vendangeurs
- Cendrillon : le Maître à danser
- Paquita : Lucien d'Hervilly
- La Petite danseuse de Degas : l'Abonné
- La Dame aux Camélias : Armand Duval
- Les Enfants du Paradis : Lacenaire
- L'Oiseau de feu : l'Oiseau de feu
- Proust ou les Intermittences du cœur : Proust

## Filmographie
- La Belle au bois dormant, avec Aurélie Dupont, Manuel Legris et les danseurs de l'Opéra de Paris
- La Petite danseuse de Degas de Patrice Bart, filmé de Denis Levaillant avec Clairemarie Osta, Élisabeth Maurin, Dorothée Gilbert, José Carlos Martínez, Mathieu Ganio et les danseurs de l'Opéra de Paris, 2010[2].